# Bijsk
Bijsk (rusko Бийск,izgovorjava bʲijsk) je mesto v Rusiji, v Altajskem okraju. Leži ob reki Bija. Po popisu prebivalstva iz leta 2010 je v mestu živelo 210.055 prebivalcev.

## Zemljepisni položaj
Mesto leži na vhodu v Altaj, zato je mnogokrat imenovano tudi »Vrata v Altajske gore«. Čujska avtocesta se prične v mestu Bijsk in poteka čez Altajsko republiko do rusko mongolske meje.

## Klimatski pogoji
Mesto ima po Köppenovi klimatski klasifikaciji vlažno celinsko klimo kategorije Dfb.
| Vremenske razmere                          | Jan.   | Feb.   | Mar.   | Apr.   | Maj   | Jun.  | Jul. | Avg.  | Sep.  | Okt.   | Nov.   | Dec.   |
| Povprečna najvišja dnevna temperatura [°C] | - 8,9  | - 7,5  | 0,0    | 10,3   | 19,8  | 25,4  | 27,0 | 24,2  | 18,6  | 8,6    | - 1,6  | - 7,9  |
| Povprečna dnevna temperatura zraka [°C]    | - 13,9 | - 13,3 | - 5,9  | 4,4    | 12,9  | 18,7  | 20,5 | 17,8  | 12,2  | 3,8    | - 5,9  | - 12,6 |
| Povprečna najnižja temperatura zraka [°C]  | - 18,9 | - 19,1 | - 11,7 | - 1,5  | 6,0   | 12,0  | 14,1 | 11,4  | 5,9   | - 1,0  | - 10,1 | - 17,2 |
| Najnižja izmerjena temperatura zraka [°C]  | - 51,8 | - 50,6 | - 43,1 | - 32,4 | - 7,2 | - 1,2 | 0,8  | - 2,1 | - 7,6 | - 24,1 | - 43,6 | - 50,5 |
| Količina padavin [mm]                      | 32     | 27     | 25     | 42     | 52    | 58    | 64   | 56    | 47    | 45     | 54     | 46     |

## Zgodovina
Trdnjava Bikatunskaja (rusko Бикатунская) ali Bikatunski Ostrog (rusko Бикатунский острог) je bila zgrajena med leti 1708 in 1709. Zgrajena je bila v bližini sotočja rek Bija in Katun (od tod tudi ime trdnjave) po ukazu ruskega carja Petra Velikega iz leta 1708. Kljub temu je bila trdnjava leta 1710 po tridnevni bitki uničena s strani mongolskega ljudstva Džungar. Trdnjava je bila obnovljena na novi lokaciji, 20 km od prvotne lokacije na desnem bregu reke Bija leta 1718. Leta 1732 se je preimenovala v Bijskaja (rusko Бийская). 
Bijsk je postopoma izgubil veljavo kot vojaško oporišče, se je pa vse bolj uveljavljal kot trgovsko središče. Status mesta je bil podeljen leta 1782, toda leta 1797 je bil ta status ukinjen. Ponovno mu je bil podeljen status leta 1804 kot mestu Tomske gubernije. Hkrati so mu podelili tudi grb, ki je še vedno v uporabi.

## Upravna razdelitev
Znotraj administrativnih meja v Ruski federaciji je Bijsk administrativno središče  Bijskega rajona, čeprav formalno ni v njegovi sestavi. Mesto samo skupaj s štirimi okoliškimi vaškimi naselji (Žavoronkovo (113 prebivalcev), Nagornji (7777 prebivalcev), Odincovka (401 prebivalec) in Fominskoe (1273 prebivalcev)) je kot ločena, samostojna upravna enota vključena kot Bijsk mestno okrožje.

## Prebivalstvo
Po podatkih popisa prebivalstva je  v mestu leta 2010 živelo 210.055 prebivalcev ali 8.507 (3,89%) prebivalcev manj, kot ob popisu leta 2002.
Demografski podatki po posameznih letih
- 1709    646 prebivalcev
- 1782   2400 prebivalcev
- 1856   3100 prebivalcev
- 1897  17200 prebivalcev
- 1914  27000 prebivalcev
- 1926  46000 prebivalcev
- 1931  53400 prebivalcev
- 1939  80339 prebivalcev
- 1959 146416 prebivalcev
- 1970 186344 prebivalcev
- 1979 211567 prebivalcev
- 1989 233238 prebivalcev
- 2002 218562 prebivalcev
- 2010 210155 prebivalcev
- 2015 204.167 prebivalcev[7]

## Znani krajani
- Aleksander Bessmrtni (* 1933), politik
- Segej Babkov (* 1967), košarkarski trener, nekdanji reprezentant
- Aleksander Lokšin (1920–1987), skladatelj
- Georgij Stepanov (1917–1986), romanist

## Ekonomija
Mestna industrija je hitro rasla, še posebej, ko so v času Druge svetovne vojne v mesto z zahoda Sovjetske zveze preselili industrijske obrate. Pozneje je mesto postalo pomembno razvojno središče za razvoj orožarske industrije, med drugim tudi raketnih motorjev na trda goriva. Danes je še vedno zelo pomembno industrijsko središče.
Evalar, eno od najmočnejših ruskih farmacevtskih podjetij ima sedež v Bijsku.

## Prometna povezanost
Bijsk ima železniško in cestno povezavo, rečno pristanišče na reki Bija in letališče za lokalni promet. Pomembna prometna povezava je zvezna avtocesta Novosibirsk – Bijsk – Taštagol prečka mesto.
V mestu je organiziran mestni promet s tramvaji in avtobusi.

## Izobraževanje in kultura
V mestu delujejo izbobraževalne in kulturne ustanove, tu je tudi sedež tehničnega izobraževalnega zavoda in drugih izobraževalnih ustanov. V mestu od leta 1943 deluje dramsko gledališče. Med muzeji je najbolj znan Muzej narodne dediščine. Delujejo pa tudi druge ustanove.
Zgodovinsko je pomembna osrednja cerkev v mestu imenovana Uspenski sobor.